# Doliops octomaculatus
Doliops octomaculatus là một loài bọ cánh cứng trong họ Cerambycidae.